# Аскерханов, Рашид Пашаевич
Рашид Пашаевич Аскерханов (13 ноября 1920, с. Султан-Янгиюрт, Дагестанская область, Российская империя — 3 мая 1987) — хирург-кардиолог, доктор медицинских наук, член-корреспондент АМН СССР (1974), почётный член хирургических обществ Азербайджана, Болгарии.
По национальности кумык.

## Биография
Окончил с отличием Дагестанский медицинский институт. После окончания в 1943 году Дагестанского медицинского института был оставлен ординатором на кафедре госпитальной хирургии. Работал редактором отдела кардиохирургии Большой Советской энциклопедии. Р. П. Аскерханов был депутатом Верховного Совета ДАССР двух созывов (1959—1967). Председатель и организатор Дагестанского общества хирургов, член правления Всесоюзного и Российского научных обществ хирургов, почетный член многих республиканских и областных обществ хирургов; член пленума Кардиологического общества, действительный член международных обществ хирургов и флебологов. Многократно за рубежом представлял советскую хирургию. Награждён двумя орденами «Знак Почета» и медалями. Руководил 6 научными конференциями хирургов Дагестана и съездом хирургов Северного Кавказа в 1960 году в Махачкале. Участник ВОВ.
С 1946 года — был ассистентом на кафедре.
С 1953 года — доцент.
С 1958 года — заведующий кафедрой факультетской хирургии того же института.
Умер 3 мая 1987 года от неизлечимой болезни.

## Научная деятельность
Автор более 400 научных работ и 12 отдельных книг. В 1948 году защитил Кандидатскую диссертацию на тему «Изменение костей голени при варикозном расширении вен нижних конечностей».
В 1950 году Рашидом Пашаевичем разработаны методы флебографии.
В 1955 году защитил докторскую диссертацию — «Контрастная венография нижних конечностей при варикозном расширении вен». Звание профессора получил в 1956 году.
1950—1973 год — оригинальные[уточнить] операции на венах.
1960—1965 годы — операции печени и легких при эхинококкозе и амебиазе.
1962 год — операции при диастазе прямых мышц живота.
Он проводил первую операцию на сердце при пороках в Дагестане в 1958 году.
Под его руководством выполнено 40 диссертационных работ, в том числе 5 докторских. Им также предложен метод стимуляции костеобразования после оперативного остеосинтеза, вариант пластики диафрагмы, модификация подхода к внепеченочным желчным путям, оментопластика остаточных полостей печени, лечение интраспонгиозными вливаниями лекарств. Среди его изобретений — игла-троакар для интраспонгиозных вливаний.

## Награды и звания
- Заслуженный деятель науки Дагестана и России.
- Орден Октябрьской Революции.
- Орден Трудового Красного Знамени.
- Почетный член хирургических обществ Азербайджана и Болгарии[1].
- Действительный член Международного общества хирургов.
- Действительный член Международного общества врачей сосудистой и сердечной хирургии.
- Почетный член Международного общества флебологов.

## Память
Его именем названы:
- улицы (Махачкала, Кизилюрт)
- Клиника хирургии (Махачкала)[2]
- больница (г. Хасавюрт)
- медицинский колледж (г. Махачкала)

## Семья
Рашид воспитал и вырастил четверых детей: Меджида, Эмину, Тамару и Гамида.